# Rūta Kate Lasmane
Rūta Kate Lasmane (* 17. Dezember 2000 in Ventspils) ist eine lettische Leichtathletin, die im Weit- und Dreisprung antritt.

## Sportliche Laufbahn
Erste internationale Erfahrungen sammelte Rūta Kate Lasmane im Jahr 2018, als sie bei den U20-Weltmeisterschaften in Tampere mit einer Weite von 13,54 m den fünften Platz belegte. Im Jahr darauf gewann sie bei den U20-Europameisterschaften im schwedischen Borås mit 13,48 m die Bronzemedaille. 2020 begann sie ein Psychologiestudium an der Florida State University und verbesserte 2021 in den Vereinigten Staaten den lettischen Hallenrekord auf 14,15 m. Im Juli gewann sie dann bei den U23-Europameisterschaften in Tallinn mit 13,75 m die Bronzemedaille hinter der Türkin Tuğba Danışmaz und Spyridoula Karydi aus Griechenland. 2022 schied sie bei den Europameisterschaften in München mit 13,49 m in der Qualifikationsrunde aus und im Jahr darauf wurde sie bei der 2. Liga der Team-Europameisterschaft im Zuge der Europaspiele in Chorzów mit 13,86 m Zweite. Anschließend schied sie bei den Weltmeisterschaften in Budapest mit 13,87 m in der Vorrunde aus. 2024 nahm sie an den Olympischen Sommerspielen in Paris teil und schied dort mit 13,76 m in der Qualifikationsrunde aus.
In den Jahren von 2020 bis 2024 wurde Lasmane lettische Meisterin im Dreisprung sowie 2020 auch im Weitsprung. Zudem wurde sie 2020 Hallenmeisterin im Dreisprung.

## Persönliche Bestleistungen
- Weitsprung: 6,42 m (+0,9 m/s), 14. Mai 2022 in Lubbock
- Dreisprung: 14,47 m, 9. März 2024 in Boston